# 20-я пехотная дивизия (Российская империя)
Внимание: в 1820—1833 в российской армии существовала 20-я пехотная дивизия другого формирования (с 1806 по 1820 именовалась 9-й пехотной).
20-я пехотная дивизия — пехотное соединение Русской императорской армии.
После своего формирования входила в состав Отдельного Кавказского корпуса (затем Кавказской армии), играла важную роль в ходе Кавказской войны. В 1850-х годах была расположена на Северном Кавказе, где охраняла левый (восточный) фланг Кавказской линии.
Штаб дивизии: Владикавказ (1866), Владикавказ (1873), Грозный (1876), Владикавказ (1885), Владикавказ (1893), Кутаис (1897), Кутаис (1903), Ахалцих (1913). С 1899 года входила в 1-й Кавказский армейский корпус.

## История дивизии

### Формирование
- 25.01.1807—31.03.1811 — 19-я дивизия
- 31.03.1811—20.05.1820 — 19-я пехотная дивизия
- 20.05.1820—30.03.1834 — 22-я пехотная дивизия
- 30.03.1834—хх.хх.1918 — 20-я пехотная дивизия
- 12.07.1858 — 06.08.1865 — должность начальника 20-й пехотной дивизии и ее штаб (но не сама дивизия) были упразднены. Начальник дивизии генерал-лейтенант Н. И. Евдокимов был назначен командующим войсками левого фланга Кавказской линии, по сути, оставаясь командиром подразделений 20-й пехотной дивизии, поскольку она и была расположена в этом районе. В августе 1865 года должность начальника 20-й пехотной дивизии, ее управление, а также управление 20-й артиллерийской бригады были восстановлены[1].

### Боевые действия
Дивизия — участница Люблин-Холмского сражения 9 — 22 июля 1915 г.

## Состав дивизии
- 1-я бригада (Ахалцих)

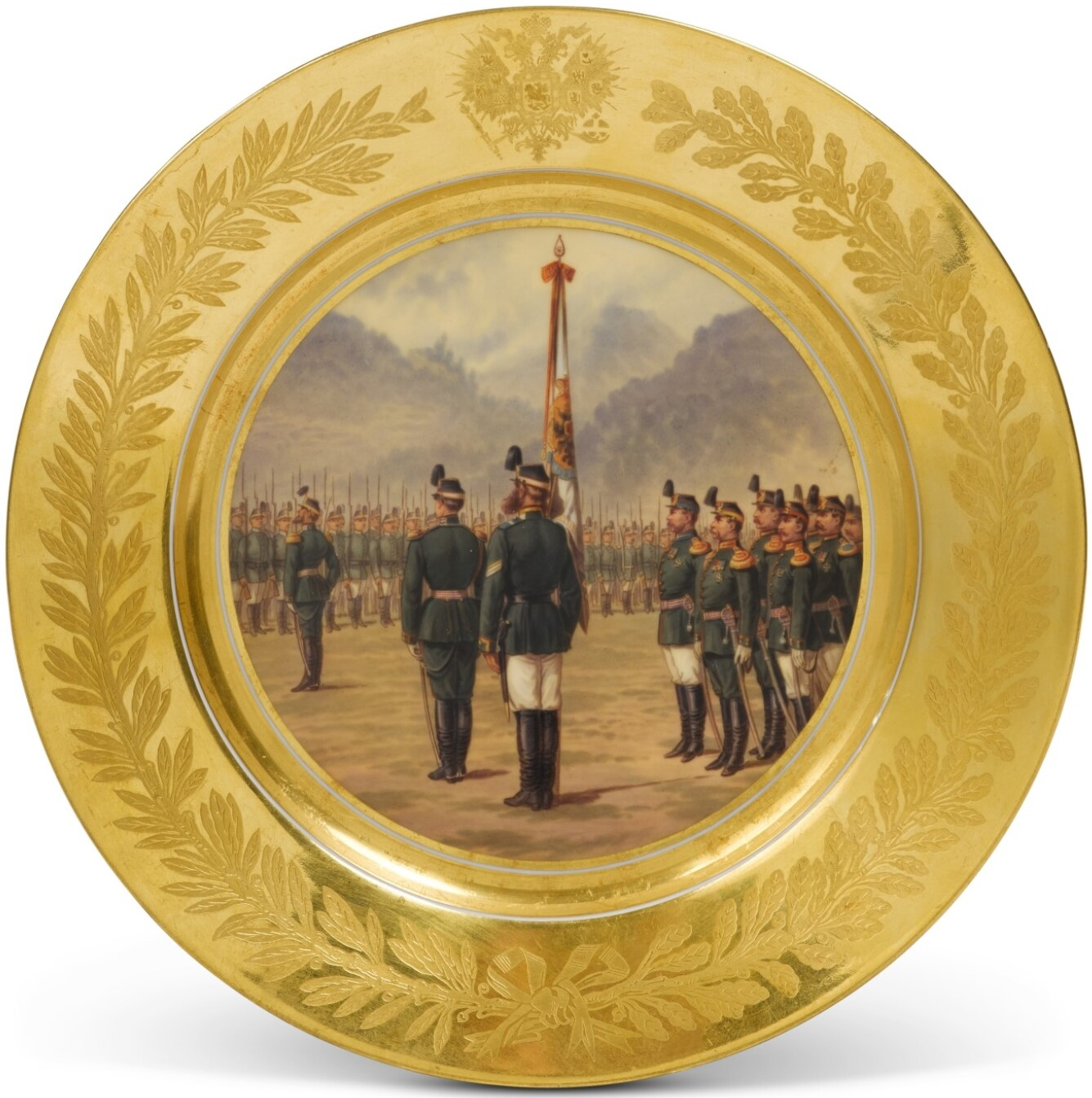
Военнослужащие 20-й пехотной дивизии, 1886 г.

  - 77-й пехотный Тенгинский Его Императорского Высочества Великого Князя Алексея Александровича полк
  - 78-й пехотный Навагинский генерала Котляревского полк
- 2-я бригада (1903: Кутаис; 1913: Карс)
  - 79-й пехотный Куринский генерал-фельдмаршала князя Воронцова, ныне Е. И. В. Великого Князя Павла Александровича полк
  - 80-й пехотный Кабардинский генерал-фельдмаршала князя Барятинского полк
- 20-я артиллерийская бригада (Ахалцих)

## Командование дивизии
(Командующий в дореволюционной терминологии означал временно исполняющего обязанности начальника или командира. Должности начальника дивизии соответствовал чин генерал-лейтенанта, и при назначении на эту должность генерал-майоров они оставались командующими до момента своего производства в генерал-лейтенанты).

### Начальники дивизии
- 25.01.1807 — 08.01.1811 — генерал от инфантерии Булгаков, Сергей Алексеевич
- 08.01.1811 — 16.02.1812 — генерал-лейтенант Ртищев, Николай Фёдорович
- 16.02.1812 — 1812/1813 — генерал-майор Ахвердов, Фёдор Исаевич
- 1812/1813 — 14.04.1818 — генерал-майор Дельпоццо, Иван Петрович
- 14.04.1818 — 13.09.1824 — генерал-майор фон Сталь, Карл Фёдорович
- 13.09.1824 — 22.07.1825[6] — генерал-майор (с 12.12.1824 генерал-лейтенант) Лисаневич, Дмитрий Тихонович
- 26.08.1825 — 06.12.1826 — командующий генерал-майор князь Горчаков, Пётр Дмитриевич
- 06.12.1826 — 26.03.1829 — генерал-майор (с 06.12.1828 генерал-лейтенант) Турчанинов, Андрей Петрович
- 26.03.1829 — 01.07.1830 — генерал-майор (с 25.06.1829 генерал-лейтенант) Мерлини, Станислав Демьянович
- 01.07.1830 — 30.03.1834 — генерал-майор (с 06.12.1833 генерал-лейтенант) Фролов, Пётр Николаевич
- 30.03.1834 — 01.05.1836 — генерал-лейтенант Малиновский, Сильвестр Сигизмундович
- 01.05.1836 — 06.12.1837 — командующий генерал-майор Фези, Карл Карлович
- 06.12.1837 — 06.12.1838 — командующий генерал-майор Крюков, Александр Павлович
- 06.12.1838 — 03.11.1844 — генерал-майор (с 25.06.1839 генерал-лейтенант) Галафеев, Аполлон Васильевич
- 30.11.1844 — 12.04.1848 — генерал-майор (с 31.07.1845 генерал-лейтенант) Фрейтаг, Роберт Карлович
- 26.04.1848 — 28.06.1848 — генерал-лейтенант Лабынцев, Иван Михайлович
- 30.07.1848 — 01.10.1852 — генерал-майор (с 23.04.1850 генерал-лейтенант) Нестеров, Пётр Петрович
  - 06.12.1851 — 01.10.1852 — командующий генерал-майор Свиты Е. И. В. (с 24.01.1852 генерал-лейтенант) Барятинский, Александр Иванович
- 01.10.1852 — 19.07.1853 — генерал-лейтенант (с 06.01.1853 генерал-адъютант) князь Барятинский, Александр Иванович
  - в 1852 — генерал-майор Багговут, Александр Фёдорович (временно?)[7]
- 19.07.1853 — 08.09.1855 — генерал-майор (с 06.12.1854 генерал-лейтенант) барон Врангель, Александр Евстафьевич
- в 1855 — генерал-майор барон Вревский, Ипполит Александрович
- 27.11.1855 — 12.07.1858 — генерал-майор (с 26.08.1856 генерал-лейтенант) Евдокимов, Николай Иванович
- 06.08.1865 — 12.01.1868 — генерал-майор (с 27.03.1866 генерал-лейтенант) Баженов, Александр Алексеевич
- ранее 05.04.1868 — 29.10.1872 — генерал-майор (с 30.08.1870 генерал-лейтенант) князь Туманов, Александр Георгиевич
- хх.хх.1872 — 13.04.1878 — генерал-лейтенант Гейман, Василий Александрович
- хх.хх.1878 — хх.хх.1880 — командующий генерал-майор Виберг, Александр Карлович
- 22.02.1880 — 02.08.1884 — генерал-майор (с 15.05.1883 генерал-лейтенант) Авинов, Сергей Александрович
- 02.08.1884 — 12.12.1894 — генерал-майор (с 30.08.1884 генерал-лейтенант) Дуве, Николай Оттович
- 15.12.1894 — 23.01.1901 — генерал-майор (с 14.05.1896 генерал-лейтенант) Мылов, Сергей Николаевич
- 22.02.1901 — 10.02.1903 — генерал-майор (с 11.04.1901 генерал-лейтенант) Гапонов, Леонтий Васильевич
- 10.02.1903 — 10.08.1904 — генерал-лейтенант Флейшер, Николай Николаевич
- 24.08.1904 — 15.03.1906 — генерал-майор (с 06.12.1904 генерал-лейтенант) Шишковский, Николай Феофилович
- 06.12.1906 — 05.12.1911 — генерал-лейтенант Глебов, Николай Иванович
- 13.12.1911 — 01.05.1913 — генерал-лейтенант Шатилов, Владимир Павлович
- 01.05.1913 — 15.03.1915 — генерал-лейтенант Истомин, Николай Михайлович
- 15.03.1915 — 22.04.1917 — генерал-лейтенант Бауэр, Александр Фёдорович
- 04.05.1917 — 01.07.1917 — командующий генерал-майор Аносов, Николай Степанович
- 14.07.1917 — 22.09.1917 — командующий генерал-майор Кирпотенко, Сергей Антонович

### Начальники штаба дивизии
Должность начальника штаба была введена в размещенных на Кавказе дивизиях в 1856 году. В 1858—1865 гг. эта должность была упразднена вместе со всем штабом 20-й пехотной дивизии.
- 16.08.1856 — 12.07.1858 — генерал-майор Рудановский, Леонид Платонович
- 06.08.1865 — 08.10.1876[8] — подполковник (с 30.08.1865 полковник) Салацкий, Николай Дмитриевич
- 08.10.1876 — 16.01.1879 — полковник Немирович-Данченко, Андрей Афанасьевич
- 16.01.1879 — 06.10.1882 — подполковник (с 30.08.1880 полковник) Воинов, Андрей Маркианович
- до 10.11.1882 — 30.10.1884 — полковник Реннерфельд, Роберт Карлович
- 05.11.1884 — хх.хх.1892 — полковник Шавров, Виктор Александрович
- 02.10.1892 — 22.08.1894 — полковник Войшин-Мурдас-Жилинский, Ипполит Паулинович
- 22.08.1894 — 16.03.1899 — полковник Свидзинский, Эдмунд-Леопольд Фердинандович
- 09.04.1899 — 22.11.1902 — полковник Бауэр, Александр Фёдорович
- 04.12.1902 — 06.08.1905 — полковник Покровский, Митрофан Иванович
- 17.01.1906 — 13.10.1906 — и. д. подполковник Конге, Дмитрий Эдуардович
- 13.10.1906 — 05.01.1911 — подполковник (с 06.12.1907 полковник) Алексеев, Анатолий Николаевич
- 31.12.1911 — 27.09.1912 — полковник Режепо, Пётр Александрович
- 14.10.1912 — 18.07.1915 — полковник Тетруев, Николай Гаврилович
- 16.08.1915 — 25.10.1915 — и. д. полковник Берх, Николай Александрович
- 17.12.1915 — 18.07.1916 — генерал-майор Лобачевский, Владимир Владимирович
- 27.07.1916 — 18.09.1916 — генерал-майор Галкин, Михаил Сергеевич
- 04.10.1916 — 11.05.1917 — полковник (с 21.10.1916 генерал-майор) Кирпотенко, Сергей Антонович
- 15.05.1917 — хх.хх.хххх — полковник Виноградов, Пётр Иванович

### Командиры 1-й бригады
В период с июля 1858 по 30 августа 1873 должности бригадных командиров были упразднены.
После начала Первой мировой войны в дивизии была оставлена должность только одного бригадного командира, именовавшегося командиром бригады 20-й пехотной дивизии.
- 25.01.1807 — 08.08.1808[9] — генерал-майор Ушаков, Иван Фёдорович
- 29.09.1809 — 06.04.1810[10] — генерал-майор Шеншин, Фёдор Матвеевич
- 06.04.1810 — 02.10.1814[11] — полковник Дебу, Осип Львович
- 02.10.1814 — 30.08.1816 — генерал-майор князь Эристов, Георгий Евсеевич
- 30.08.1816 — 11.01.1826 — генерал-майор Дебу, Осип Львович
- 11.01.1826 — 20.03.1826 — командующий полковник Урнижевский 1-й
- 18.04.1826 — 22.08.1826 — генерал-майор Таптыков, Пётр Николаевич
- 22.08.1826 — 25.06.1833 — генерал-майор Ралль, Андрей Фёдорович
- 25.06.1833 — 30.03.1834 — генерал-майор Худинский, Иосиф Михайлович
- 30.04.1834 — 25.11.1838 — генерал-майор Линген, Александр Иванович
- 25.11.1838 — 25.10.1840 — генерал-майор Кашутин, Василий Алексеевич[12]
- 25.10.1840 — 22.06.1841 — генерал-майор Пулло, Александр Павлович
- 22.06.1841 — 22.12.1842 — генерал-майор Плещеев, Александр Павлович
- 22.12.1842 — 03.11.1844 — генерал-майор Лабинцов, Иван Михайлович
- 03.11.1844 — 01.01.1845 — генерал-майор Полтинин, Михаил Петрович
- 01.01.1845 — 23.10.1845 — генерал-майор Губарев, Василий Васильевич
- 23.10.1845 — 05.03.1846 — генерал-майор Круммес, Фёдор Христофорович
- 05.03.1846 — 17.10.1847[13] — генерал-майор князь Кудашев, Михаил Фёдорович
- 12.10.1847 — 16.12.1849 — генерал-майор Плац-Бек-Кокум, Андрей Петрович
- 16.12.1849 — 07.02.1850 — генерал-майор Евдокимов, Николай Иванович
- 07.02.1850 — 05.04.1851 — генерал-майор Бельгард, Валериан Александрович
- 26.09.1851 — 16.08.1856 — генерал-майор Волков, Пётр Аполлонович
- 16.08.1856 — 28.03.1857 — генерал-майор Линевич, Николай Петрович (старший)
- 30.08.1873 — 26.11.1878 — генерал-майор Виберг, Александр Карлович
- 26.11.1878 — 30.08.1885 — генерал-майор Насветевич, Владимир Александрович
- 16.09.1885 — 19.02.1886 — генерал-майор Трейтер, Василий Васильевич
- 12.03.1886 — 12.02.1893 — генерал-майор Карасс, Иван Александрович
- 18.02.1893 — 09.10.1899 — генерал-майор Росциус, Карл-Фридрих-Вильгельм-Иоганн Вельяминович
- 31.10.1899 — 15.02.1900 — генерал-майор Адлерберг, Александр Александрович
- 15.02.1900 — 11.06.1904 — генерал-майор Зернец, Николай Андреевич
- 06.07.1904 — 15.12.1908 — генерал-майор Сулимов, Николай Ильич
- 15.01.1909 — 09.09.1914 — генерал-майор Невтонов, Владимир Фёдорович

### Командиры 2-й бригады
- 16.06.1808 — 29.09.1809 — генерал-майор Верёвкин, Михаил Михайлович
- 29.09.1809 — 24.09.1811[14] — генерал-майор Гурьев, Гавриил Петрович
  - 02.02.1810 — 25.03.1811 — командующий полковник Мерлини, Станислав Демьянович
- 24.09.1811 — 28.10.1811 — генерал-майор Кульнев, Иван Петрович
- 28.10.1811 — 05.02.1813 — генерал-майор Верёвкин, Михаил Михайлович
- 05.02.1813 — 02.10.1814 — генерал-майор князь Эристов, Георгий Евсеевич
- 02.10.1814 — 30.08.1816 — полковник Дебу, Осип Львович
- 30.08.1816 — 01.04.1817 — генерал-майор Мерлини, Станислав Демьянович
- 01.04.1817 — 05.01.1818 — генерал-майор Печерский, Фёдор Иванович
- 05.01.1818 — 14.04.1818 — командующий генерал-майор Мерлини, Станислав Демьянович
- 14.04.1818 — 22.06.1818 — генерал-майор барон Вреде, Богдан Астафьевич
- 22.06.1818 — 20.04.1820 — генерал-майор Пестель, Андрей Борисович
- 20.04.1820[15] — 11.03.1822 — генерал-майор Мерлини, Станислав Демьянович
- 11.03.1822 — 16.07.1825[16] — генерал-майор Греков, Николай Васильевич
- 01.01.1826 — 26.02.1830 — генерал-майор Лаптев, Николай Иванович
- 26.02.1830 — 13.12.1830[17] — генерал-майор Поярков, Василий Яковлевич
  - 26.02.1830 — 13.12.1830 — командующий полковник Сорочан, Терентий Варламович
- 13.12.1830 — 30.03.1834 — генерал-майор Горихвостов, Александр Захарович
- 30.03.1834 — 01.05.1836 — генерал-майор Каханов, Сёмен Васильевич
  - 30.01.1836 — 01.05.1836 — командующий полковник Свеховский, Иван Антонович
- 01.05.1836 — 26.04.1837 — генерал-майор князь Волконский, Дмитрий Александрович
  - 10.10.1836 — 20.03.1837 — командующий полковник Свеховский, Иван Антонович
- 26.04.1837 — 26.04.1839 — генерал-майор Гржегоржевский, Викентий Антонович
- 26.04.1839 — 07.01.1841 — генерал-майор Клюки-фон-Клугенау, Франц Карлович
  - хх.хх.1840 — 25.10.1840 — командующий генерал-майор Пулло, Александр Павлович[18]
- 07.01.1841 — 21.02.1842 — генерал-майор Ольшевский, Марцеллин Матвеевич
- 22.12.1842 — 30.11.1844 — генерал-майор Фрейтаг, Роберт Карлович
- 03.11.1844 — 11.07.1845 — генерал-майор Пассек, Диомид Васильевич
- 23.10.1845 — до 24.05.1848[19] — генерал-майор Витовский, Осип Петрович
- 09.06.1848 — 06.12.1851 — генерал-майор Козловский, Викентий Михайлович
- 28.01.1852 — 25.06.1852 — генерал-майор барон Меллер-Закомельский, Пётр Петрович
- 25.06.1852 — 19.12.1853 — генерал-майор Майдель, Егор Иванович
- 19.12.1853 — 18.04.1857 — генерал-майор Пулло, Николай Павлович
- 06.09.1857 — 22.07.1858 — генерал-майор Свиты барон Николаи, Леонтий Павлович
- 30.08.1873 — 26.11.1878 — генерал-майор Насветевич, Владимир Александрович
- хх.хх.1878 — после 01.11.1880 — генерал-майор Нурид, Александр Александрович
- 12.12.1880 — 16.09.1885 — генерал-майор Трейтер, Василий Васильевич
- 16.09.1885 — 12.03.1886 — генерал-майор Карасс, Иван Александрович
- 12.03.1886 — 04.05.1891 — генерал-майор Вернер, Иван Иванович
- 04.05.1891 — 09.07.1896 — генерал-майор Сильвестрович, Константин Онуфриевич
- 16.07.1896 — 11.01.1900 — генерал-майор Ленц, Эдуард Иванович
- 15.02.1900 — 05.07.1903 — генерал-майор Зарницын, Пётр Павлович
- 12.07.1903 — 15.09.1904 — генерал-майор Реми, Александр Александрович
- 21.09.1904 — 08.02.1905 — генерал-майор Самойло, Сергей Иванович
- 04.03.1905 — 11.09.1906 — генерал-майор Бауэр, Александр Фёдорович
- 19.10.1906 — 29.03.1915 — генерал-майор (с 12.03.1915 генерал-лейтенант) Воробьёв, Николай Михайлович
- 30.03.1915 — 11.10.1915 — генерал-майор Порай-Кошиц, Евгений Александрович
- 30.12.1915 — 18.02.1917 — генерал-майор Лукин, Валентин Евграфович
- 17.03.1917 — хх.хх.хххх — генерал-майор Гончаров, Александр Фёдорович

### Командиры 3-й бригады
В 1834 3-я бригада расформирована.
- 29.09.1809 — хх.хх.1811[20] — генерал-майор Верёвкин, Михаил Михайлович
  - 29.09.1809 — 22.02.1811[21] — командующий полковник Тарасов, Никита Максимович
- 04.03.1811 — 24.09.1811 — генерал-майор Кульнев, Иван Петрович
- 24.09.1811 — 23.03.1812 — генерал-майор Гурьев, Гавриил Петрович
- 23.03.1812 — 29.08.1814 — полковник Живкович, Илья Петрович
- 29.08.1814 — 01.04.1817 — генерал-майор Хотунцов, Николай Михайлович
- 01.04.1817 — 06.05.1820 — генерал-майор Курнатовский, Иван Данилович
- 23.05.1820 — 16.08.1820 — генерал-майор Фонвизин, Михаил Александрович
- 15.10.1820 — 26.08.1825 — генерал-майор князь Горчаков, Пётр Дмитриевич
- 26.08.1825 — 01.01.1826 — командующий полковник князь Бебутов, Василий Осипович
- 01.01.1826 — 28.01.1826 — генерал-майор Гладышев, Евграф Иванович
- 28.01.1826 — 23.08.1826 — командующий полковник князь Бебутов, Василий Осипович
- 23.08.1826 — 18.03.1827 — генерал-майор Оранский, Иван Степанович
- 03.04.1827 — 01.07.1830 — генерал-майор Гессе, Карл Фёдорович
- 01.07.1830 — 06.12.1830 — командующий полковник Жихарев 3-й
- 06.12.1830 — 21.02.1834 — генерал-майор Вакульский, Пётр Павлович
- 21.02.1834 — 30.03.1834 — командующий полковник Жихарев 3-й

### Помощники начальника дивизии
В период с 6 августа 1865 года по 30 августа 1873 года помощники начальника дивизии фактически являлись бригадными командирами.
- 06.08.1865 — 21.11.1869 — генерал-майор граф Доливо-Добровольский-Евдокимов, Виктор Яковлевич[22]
- 15.03.1870 — 20.03.1871 — генерал-майор Рукевич, Аполлинарий Фомич
- 20.03.1871 — 30.08.1873[23] — генерал-майор Виберг, Александр Карлович

### Командиры 20-й артиллерийской бригады
Бригада сформирована 23 августа 1806 как Кавказская артиллерийская бригада.
До 1875 г. должности командира артиллерийской бригады соответствовал чин полковника, а с 17 августа 1875 г. — чин генерал-майора.
- 23.08.1806 — 15.02.1809 — полковник (с 16.03.1808 генерал-майор) барон Клодт фон Юргенсбург, Борис Фёдорович
- 15.02.1809 — 20.05.1811 — майор (с 09.02.1811 подполковник) Дурилов, Алексей Иванович
- 20.05.1811 — 26.01.1812 — полковник Нератов, Иван Александрович
- 26.01.1812 — 11.11.1816 — подполковник (с 14.04.1813 полковник) Дурилов, Алексей Иванович
- 11.11.1816 — 07.02.1820 — полковник Базилевич, Александр Иванович
- 22.07.1820 — 09.04.1828[25] — подполковник (с 09.03.1822 полковник) Коцарев, Юрий Павлович
- 03.07.1828 — 26.11.1832[26] — подполковник Ильинский, Гавриил Андреевич
- 18.01.1833 — 11.12.1834 — подполковник (с 14.06.1833 полковник) Влахопулов, Константин Изотович
- до 03.05.1836 — 22.01.1838 — подполковник (с 03.05.1836 полковник) Бриммер (Брюммер), Эдуард Владимирович
- 22.01.1838 — 01.02.1843 — подполковник (с 28.01.1840 полковник) Ярошевский, Григорий Герасимович
- 06.02.1843 — 18.06.1846 — полковник (с 17.08.1845 генерал-майор) Ковалевский, Пётр Петрович
- 16.07.1846 — 01.01.1847 — полковник Линевич, Николай Петрович

Приказом от 19 июля 1846 г. штаб и часть подразделений 20-й арт. бригады с 1 января 1847 г. были переведены в 19-ю пехотную дивизию и получили номер 19-й. Штаб 20-й арт. бригады был сформирован заново.
- 08.02.1847 — 09.03.1850 — полковник Журавский, Яков Иванович
- 09.03.1850 — 18.02.1852 — генерал-майор Грамотин, Алексей Петрович
- 18.02.1852 — 06.03.1856 — полковник Левин, Лев Фёдорович
- 25.06.1856 — 22.02.1858 — полковник Войцеховский, Пётр Рафаилович
- 06.08.1865 — 07.09.1876 — подполковник (с 12.11.1865 полковник, с 30.08.1875 генерал-майор) Зыбин, Сергей Васильевич
- 07.09.1876 — 08.06.1889[28] — полковник (с 16.07.1879 генерал-майор) Болтенков, Иван Григорьевич
- 08.07.1889 — 14.11.1899 — генерал-майор Рымашевский, Фабиан Осипович
- 29.12.1899 — 08.02.1904 — генерал-майор Никитин, Владимир Николаевич
- 03.03.1904 — 04.05.1907 — генерал-майор Афанасьев, Владимир Дмитриевич
- 19.07.1907 — 11.01.1913 — генерал-майор Фролов, Михаил Михайлович
- 02.02.1913 — 05.04.1915 — генерал-майор Андрусский, Митрофан Васильевич
- 05.04.1915 — 24.12.1916 — полковник (с 08.11.1915 генерал-майор) Дмитриев, Николай Алексеевич
- 24.12.1916 — 23.01.1917 — командующий полковник Шарпантье, Фёдор Фёдорович
- 27.01.1917 — хх.хх.хххх — полковник (с 18.03.1917 генерал-майор) Шпилев, Василий Иванович

### Командиры кавалерийской бригады 19-й дивизии
В 1810 г. кавалерия выведена из состава дивизии.
- 25.01.1807 — 29.09.1809 — генерал-лейтенант граф Мусин-Пушкин, Пётр Клавдиевич
- 29.09.1809 — 13.10.1810 — генерал-майор Барков, Пётр Александрович

## Отличившиеся воины дивизии
- Ильин, Алексей Иванович (1896—1962) — подпрапорщик 78-го пехотного полка, полный Георгиевский кавалер.
- Ковтюх, Епифан Иович (1890—1938) — штабс-капитан, 78-го пехотного полка, полный Георгиевский кавалер.